# Estació de Toledo
Toledo és una estació de ferrocarril propietat d'Adif, situada a la ciutat castellana de Toledo. L'estació va ser inaugurada l'any 1919 d'estil neomudèjar quan es va obrir la línia convencional. A la dècada del 2000 es va adaptar per l'arribada de l'alta velocitat amb la construcció de la LAV Madrid-Toledo (2005), un ramal de la LAV Madrid-Sevilla (1992).